# Afragola
Afragola (nápolyi nyelven: Afravóla; helyi nyelvjárásban: Afraóra) község (comune) Olaszország Campania régiójában, Nápoly megyében.

## Fekvése
Az ókori Campania felix szívében fekszik, az Appennini-félsziget legtermékenyebb vidékén, a Regi Lagni csatorna síkságán. Ez a terület a történelmi Terra di Lavoro vidékéhez tartozott.

## Története
Területén i. e. 4.-3. században a szamniszok alapítottak egy települést. A történelmi források szerint, azonban csak 1140-ben alapította meg II. Roger szicíliai király. A nevét a környéken nagy mennyiségben termő eper után kapta (olasz nyelven fragole), ez címerében is visszatükröződik. A középkor során Afragola és környéke a nápolyi püspök birtoka volt, majd 1639-ben Ramiro Núñez de Guzmán, Medina de las Torres hercege, nápolyi alkirály eladta helyi hűbéruraknak, hogy pénzelni tudja a harmincéves háborúban való részvételt. 1799-ben Afragola is csatlakozott a tiszavirág-életű Parthenopéi Köztársasághoz. 1809 óta, amikor a Nápolyi Királyságban felszámolták a feudalizmust, önálló község.
A fasiszták uralma alatt 1927 és 1943 között Olaszország egyik nagyvárosává akarták fejleszteni egyesítve a szomszédos Casoriával. Ekkor épült fel a Afragola szélén a hatalmas Piazza Belvedere valamint a négy hatalmas sugárút (via Roma, via Francesco Russo, corso Enrico De Nicola és via Guglielmo Oberdan), ezek képezték volna az új város központját. Szintén ebben az időben épült meg a Corso Giuseppe Garibaldi, ami a két város központját kötötte volna össze. A két település egyesítését Maglione kardinális közbenjárása akadályozta meg. Miután a terv nem valósult meg, Afragola egy új központtal maradt, s ennek következtében a régi központ fokozatosan elnéptelenedett.
Dél-Olaszország többi városához hasonlóan, Afragolában is a munkanélküliség és a feketegazdaság jelenti a legnagyobb problémát. A campaniai településekhez hasonlóan itt is megvetette a lábát a camorra nevű bűnszövetkezet.

## Népessége
A népesség számának alakulása:

## Főbb látnivalói
- Basilica di Sant’Antonio (Szent Antal-bazilika) – 1613-ban épült barokk stílusban a ferencesek számára, akik Páduai Szent Antalnak szentelték. Minden év június 13-án zarándoklatot tartanak a szent tiszteletére így a várost Dél Padovájaként is emlegetik. 1995-ben padovai Szent Antal-bazilika testvérbazilikájának nyilvánították. A bazilikához tartozó kolostorban egy 15 000 kötetet számláló könyvtár található.
- Piazza del Municipio – Afragola régi főtere, amelyet számos műemlékjellegű épület (főleg palota) vesz körbe
- Castello – 1420 körül épült az afragolai Capace-Bozzuto nemesi család számára. A legendák szerint II. Johanna nápolyi királynő rezidenciája volt. 1571-ben az egyetem vásárolta meg, majd 1726-ban Gaetano Caracciolo herceg tulajdonába került, aki felújíttatta. Ma az egyház működtet benne fogyatékos gyermekek számára iskolát.
- Santa Maria d’Ajello-templom – 1190-ben alapították, majd a 16. és 18. században átépítették.
- San Marco in Sylvis-templom – 1179-ben építették. Az eredeti templomból mára csak a torony (campanille) maradt meg.
- San Giorgio-templom – 1695-1702 között épült
- Santissimo Rosario-templom – a domonkosok számára épült 1602-ben
- Santa Maria della Misericordia-templom – a 15. században épült
- San Giovanni Battista-templom – a 15. században épült a Piazza del Municipión
- San Michele Arcangelo-templom – 19. századi templom

Afragolában található Olaszország legnagyobb bevásárlóközpontja is.